# Minnesota Pipers
Minnesota Pipers fue uno de los equipos miembro de la American Basketball Association durante una temporada, 1968-1969.
La franquicia comenzó su existencia como los Pittsburgh Pipers en la primera temporada de la ABA, 1967-1968, además el equipo ganó el campeonato en este primer año de existencia de la ABA.
Los Pipers se traladarían a Minnesota donde jugaron como los Minnesota Pipers durante la temporada 1968-1969. Este movimiento se realizó a pesar del éxito de los Minnesota Muskies en la pista, debido a problemas financieros durante la temporada 1967-1968 se trasladaron a Miami, Florida para pasar a ser los Floridians. Los Pipers jugaron la mayoría de los partidos de casa en el Met Center en Bloomington (cerca de Minneapolis), jugando algunos en el Duluth Arena-Auditorium en Duluth. Ellos estuvieron lejos de un buen comienzo debido a las lesiones de cuatro de sus mejores jugadores (Connie Hawkins, Chico Vaughn, Art Heyman y Charlie Williams). Los Pipers no tuvieron una gran actuación, perdieron en primera ronda ante sus predecesores en Minnesota, los Floridians.
Después de perder 400.000$, era claro que los Pipers volverían a Pittsburgh, lo que hicieron al finalizar la temporada 1969-70. El equipo volvió a ser renombrado como los Condors en 1970, y cerraría la franquicia en 1972.
- Datos: Q9033409